# Métoumou
Métoumou est une commune rurale du Mali, chef-lieu d'arrondissement dans le cercle de Ningari et la région de Bandiagara. Elle a pour chef-lieu la localité de Damada (Mory).

## Histoire
En 2023, la commune est soustraite du cercle de Bandiagara et attachée au cercle de Ningari.

## Population
En 2009, lors du 4e recensement, la commune comptait 14 016 habitants.

## Villages
La commune s'étend sur 23 localités relevées lors du recensement général de 2009. 
Les villages les plus peuplés sont :
- Damada (Mory) (1 555 habitants)
- Matanga (866 habitants)
- Dale Kanda (855 habitants)